# Falscher Frauen-Täubling
Der Falsche Frauen-Täubling (Russula medullata, Syn.: Russula subcompacta) ist ein Pilz aus der Familie der Täublingsverwandten. Es ist ein großer, derber,
festfleischiger Täubling mit sehr variabel gefärbtem Hut, den man in Laubwäldern unter Espen finden kann. Andere Namen für diesen Täubling sind Ockersporiger Speisetäubling oder Ockersporiger Grüntäubling.

## Merkmale

### Makroskopische Merkmale
Der 5–12 cm breite Hut ist zuerst gewölbt, dann kissenförmig und schließlich ausgebreitet. Der Hut kann anfangs in der Mitte nabelförmig vertieft sein, ist aber später leicht, aber großflächig niedergedrückt. Der glatte Rand ist dick und lange Zeit eingebogen. Bei älteren Exemplaren ist er stumpf und kann leicht und kurz gerieft sein. Die Hutfarbe ist sehr variabel, sie reicht von mandelgrün, hell oder dunkel olivgrün, blaugrau bis mausgrau, oder der Hut ist seltener teilweise braun, lila, rotviolett oder fleischbräunlich gefärbt. Oft ist der Hut auch vielfarbig gescheckt, ähnlich wie der Frauen-Täubling. Die glatte Huthaut kann sowohl schmierig glänzend als auch trocken und matt sein. Sie ist bis zur Hälfte abziehbar.
Die 4–12(–15) mm breiten Lamellen stehen zuerst dicht gedrängt, später aber ziemlich entfernt und sind am Stiel angewachsen oder leicht herablaufend. Sie sind teilweise am Stiel gegabelt, aber niemals untermischt. Die jung blass cremefarben Lamellen färben sich bei Sporenreife hell ocker. Auch das Sporenpulver ist blass ocker (IIIa-IIIb nach Romagnesi).
Der zylindrische und zur Basis hin oft etwas zugespitzte Stiel ist 4–10 cm lang und 1–3 cm breit. Er ist nur jung ganz voll und fest und schon bald markig und später wattig ausgestopft. Er ist weiß und im Alter zumindest an der Basis bräunlich gefärbt oder rostfleckig. Nach Berühren oder Drücken neigt er zum Gilben. Nur selten ist der Stiel ein wenig rosa überhaucht.
Das weiße Fleisch ist dick und im Hut fest und kompakt. Es kann im Alter ein wenig gilben. Es riecht schwach fruchtig und schmeckt mild, in den Lamellen mitunter auch leicht scharf. Mit Eisensulfat verfärbt sich das Fleisch schwach und langsam orange. Auch die Guajakreaktion ist schwach.

### Mikroskopische Merkmale
Die breit ellipsoidischen Sporen sind etwa zwischen 6,5–8,5 µm lang und 5,5–6,5 µm breit. Sie erscheinen durch stumpfe, isoliert stehende Warzen fein punktiert. Die Basidien sind 33–48 µm lang und 7,2–9,7 µm breit. In der Huthaut (Epicutis) findet man stark verzweigte oder kurzgliedrige und häufig septierte Hyphen. Sie sind meist schlank, 2,5–5(–6) µm breit und gleichförmig. Die bis zu 100 µm langen und 5–7 µm breiten Pileozystiden sind stumpf bis kopfig oder am oberen Ende verjüngt bis zugespitzt. In Sulfovanillin färben sie sich grauviolett an.

## Artabgrenzung
Je nach Färbung des Hutes kann der Pilz mit verschiedenen Täublingen verwechselt werden. Oft wirkt er wie eine Kreuzung zwischen dem Rotstieligen Leder-Täubling und Frauen-Täubling. Grüner gefärbte Exemplare ähneln mehr dem Grasgrünen Täubling, mit dem der Täubling auch näher verwandt ist. Doch trotz seiner variablen Hutfarben ist der große, derbe Täubling durch seine markante Merkmalskombination und das Vorkommen unter Espe recht gut gekennzeichnet.

## Ökologie
Der Falsche Frauen-Täubling ist wie alle Täublinge ein Mykorrhizapilz, der mit verschiedenen Laubbäumen eine Symbiose eingehen kann. Seine häufigsten Wirte sind Espen und andere Pappelarten. Er kann aber auch mit Hainbuchen, Rotbuchen und Eichen eine Symbiose eingehen. In anderen Ländern wurde er auch unter Kastanien, Hasel und Eschen gefunden.
Man findet den Pilz bevorzugt in Hainbuchen-Eichenwäldern, in Eichen-Hainen, Pappel-Plantagen und an Waldrändern und in Parkanlagen. Der Täubling mag frische, lehmige bis tonige und nährstoffhaltige Böden. Die Fruchtkörper erscheinen zwischen Juni und Oktober.

## Verbreitung

Europäische Länder mit Fundnachweisen des Falschen Frauen-Täublings.
Legende:
Länder mit Fundmeldungen
Länder ohne Nachweise
keine Daten
außereuropäische Länder

Der Falsche Frauen-Täubling ist eine seltene, rein europäische Art, die nahezu über ganz Europa verbreitet ist.
In Deutschland kommt der Täubling hauptsächlich im Südwesten vor, in Baden-Württemberg und dem Saarland ist er etwas häufiger, nördlich des 51. Breitengrades ist er sehr selten.
In Deutschland gilt die Art als stark gefährdet.

## Systematik
Die Art ist synonym zu Russla subcompacta im Sinne von Romagnesi und Russula ferreri im Sinne von Blum.

### Infragenerische Systematik
Der Falsche Frauen-Täubling wird in die Untersektion Griseinae gestellt, einer Untersektion der Sektion Heterophyllea. Die Untersektion enthält mittel- bis große Arten mit grau, grün, violett oder olivfarbenem Hut. Die an sich mild schmeckenden Pilze haben leicht schärfliche Lamellen, ihr Sporenpulver ist cremefarben bis ocker.

## Bedeutung
Die mehr oder weniger mild schmeckenden Täublinge werden von der französischen Gesellschaft für Mykologie als essbar eingestuft. Aufgrund ihrer relativen Seltenheit spielen sie zumindest in Deutschland als Speisepilze keine Rolle.